# Butch Keaser

Zawodnik Navy Midshipmen

Lloyd Weldon „Butch” Keaser (ur. 9 lutego 1950 w Pumphrey) – amerykański zapaśnik walczący w stylu wolnym. Srebrny medalista olimpijski z Montrealu 1976 w wadze do 68 kg.
Stracił praktycznie pewny złoty medal przez błąd wyliczeń trenerów odnośnie do ilości punktów jakimi mógł przegrać ostatnią walkę z Pawiełem Piniginem. Trenerzy sugerowali, że może sobie pozwolić na porażkę różnicą jedenastu punktów byle tylko nie dał się pokonać przed czasem. Uległ 1-12, a w rzeczywistości dopuszczalne było tylko siedem punktów straty.
Mistrz świata z 1973, a w 1975 odpadł w eliminacjach.  Złoty medalista igrzysk panamerykańskich w 1975. Pierwszy w Pucharze Świata w 1973 roku.
Zawodnik Brooklyn Park i United States Naval Academy. Dwa razy All-American w NCAA Division I (1971–1972). Trzeci w 1972 i czwarty w 1971 roku.
Pierwszy Afroamerykanin, który zdobył tytuł mistrza świata i medal olimpijski w zapasach. Absolwent United States Naval Academy, żołnierz i instruktor United States Marine Corps, pracownik IBM, trener zapasów.